# Larry Niven
Larry Niven (nascut el 1938) és un autor de ciència-ficció famós per la seva sèrie Ringworld, guanyadora dels principals premis del gènere, com ara el Premi Nebula, el Premi Hugo o el Locus. Graduat en matemàtiques, als seus llibres barreja conceptes científics i polítics amb l'aventura, dins el subgènere conegut com a ciència-ficció "dura". Alguns dels temes de les seves obres giren al voltant del viatge en l'espai, l'astronomia i l'enginyeria, la relació pacífica entre races i espècies o els usos racionals de l'energia.